# Nine Elms

Ubicazione di Nine Elms

Nine Elms è un'area di Battersea nell'area sud-occidentale di Londra e nell'angolo nord-orientale di London Borough of Wandsworth, tra la SW8 di Battersea e Vauxhall.

## Descrizione
L'area era principalmente un'area industriale ma che ora sta diventando a carattere residenziale e ccommerciale. La zona è dominata dalla stazione termoelettrica di Battersea Power Station, diverse linee ferroviarie e dal nuovo mercato New Covent Garden Market. In zona si trova anche il canile e gattile di Battersea Dogs and Cats Home.
Nine Elms ha degli sviluppi residenziali lungo il fiume, come Chelsea Bridge Wharf o Embassy Gardens, e 3 grandi council house—Carey Gardens (Una forma di case popolari), la Patmore Estate e il Savona.

## Storia
Nine Elms Lane(Corsia dei 9 olmi) prese il nome nel 1645, da un filare di alberi di olmo che costeggiava la strada, anche se un sentiero è probabilmente esistito tra York House e Vauxhall già dal XIII secolo.
Nel 1838, al tempo della costruzione della ferrovia tra Londra e Southampton, l'area era descritta come "un basso distretto paludoso occasionalmente inondato dal fiume Tamigi [i cui] vimini, e mulini a vento e il fiume gli conferiscono un effetto olandese".

## Nei media
- Il film Gli ottimisti con Peter Sellers, del 1973, è ambientato nel quartiere Nine Elms.